# Kaiavere järv
Kaiavere järv är en sjö i Estland. Den ligger i Tartu kommun i landskapet Tartumaa vid gränsen till Jõgevamaa, 140 km sydost om huvudstaden Tallinn. Kaiavere järv ligger 52 meter över havet. Arean är 2,5 kvadratkilometer.
Omgivningarna runt Kaiavere järv är en mosaik av jordbruksmark och naturlig växtlighet. Den både tillförs vatten och avvattnas av Amme jõgi, ett nordligt vänsterbiflöde till Emajõgi. Kaiavere järv är belägen i en sjörik trakt och söder om den ligger Raigastvere järv, Elistvere järv, Soitsjärv och Saadjärv.
Trakten ingår i den hemiboreala klimatzonen. Årsmedeltemperaturen i trakten är 2 °C. Den varmaste månaden är juli, då medeltemperaturen är 18 °C, och den kallaste är februari, med −12 °C.